# 박건 (축구 선수)
박건(한국 한자: 朴建, 1990년 7월 11일 ~ )은 대한민국의 축구 선수이며 포지션은 수비수이다.

## 클럽 경력
2013년 아비스파 후쿠오카에 입단하여 데뷔 시즌 주전으로 활약하며 31경기에 출전하였다. 2014 시즌 리그 34라운드 카탈레 도야마와의 경기에서는 프로 데뷔골을 기록하였다.
2017시즌 종료 후 긴 일본 생활을 청산하고 K리그 챌린지소속의 부천 FC 1995로 이적했다.
2020시즌을 앞두고 사회복무요원 복무를 위해 K4리그의 파주시민축구단으로 임대되었다. 2021시즌에서는 양평 FC로 소속을 바꾸었다.
2021년 11월, 부천에 복귀했다.
2022 시즌부터 오재혁과 트레이드 되면서 포항 스틸러스로 이적하였다. 이로서 차기 시즌 K리그1 무대에서 뛰게 되었다.